# Titularbistum Villamagna in Tripolitania
Villamagna in Tripolitania (ital.: Villamagna di Tripolitania) ist ein Titularerzbistum der römisch-katholischen Kirche. 
Es geht zurück auf einen untergegangenen Erzbischofssitz in der römischen Provinz Tripolitana.
| Titularbischöfe von Villamagna in Tripolitana |                                               |                                                       |                   |                   |
| Nr.                                           | Name                                          | Amt                                                   | von               | bis               |
| 1                                             | Patrick Finbar Ryan OP                        | Alterzbischof von Port of Spain (Trinidad und Tobago) | 24. Mai 1966      | 10. Januar 1975   |
| 2                                             | Giulio Einaudi Titularerzbischof pro hac vice | Apostolischer Nuntius                                 | 10. November 1976 | 28. Dezember 2017 |
| 3                                             | Peter Birkhofer                               | Weihbischof in Freiburg (Deutschland)                 | 19. Februar 2018  |                   |